# داگلاس ترامبل
داگلاس ترامبل (انگلیسی: Douglas Trumbull)؛ (زادهٔ ۸ آوریل ۱۹۴۲ – ۷ فوریهٔ ۲۰۲۲)، تهیه‌کننده، کارگردان، و ناظر جلوه‌های ویژهٔ اهل ایالات متحدهٔ آمریکا بود.
او در ساخت جلوه‌های ویژهٔ فیلم‌های چون ۲۰۰۱: ادیسهٔ فضایی، برخورد نزدیک از نوع سوم، پیشتازان فضا: فیلم سینمایی، بلید رانر و درخت زندگی مشارکت داشت یا مسئولیت آن را بر عهده داشت. او دو فیلم Silent Running و Brainstorm را در نقش کارگردان در کارنامهٔ خود داشت. او همچنین در مستند استنلی کوبریک: یک زندگی در تصاویر حضور داشت.